# Regentville
Regentville är en förort till Sydney i Australien. Den ligger i kommunen City of Penrith och delstaten New South Wales, i den sydöstra delen av landet, omkring 51 kilometer väster om centrala Sydney. Antalet invånare är 714.
Runt Regentville är det tätbefolkat, med 442 invånare per kvadratkilometer.. Närmaste större samhälle är Glenmore Park, nära Regentville.
I omgivningarna runt Regentville växer huvudsakligen savannskog. Genomsnittlig årsnederbörd är 1 267 millimeter. Den regnigaste månaden är februari, med i genomsnitt 216 mm nederbörd, och den torraste är juli, med 25 mm nederbörd.